# Kaple (Ludvíkovice)
Obecní kaple v Ludvíkovicích je nově zbudovanou sakrální stavbou postavenou v letech 2011-2013 ve stylu venkovského baroka a je replikou původní zbořené kaple.

## Historie

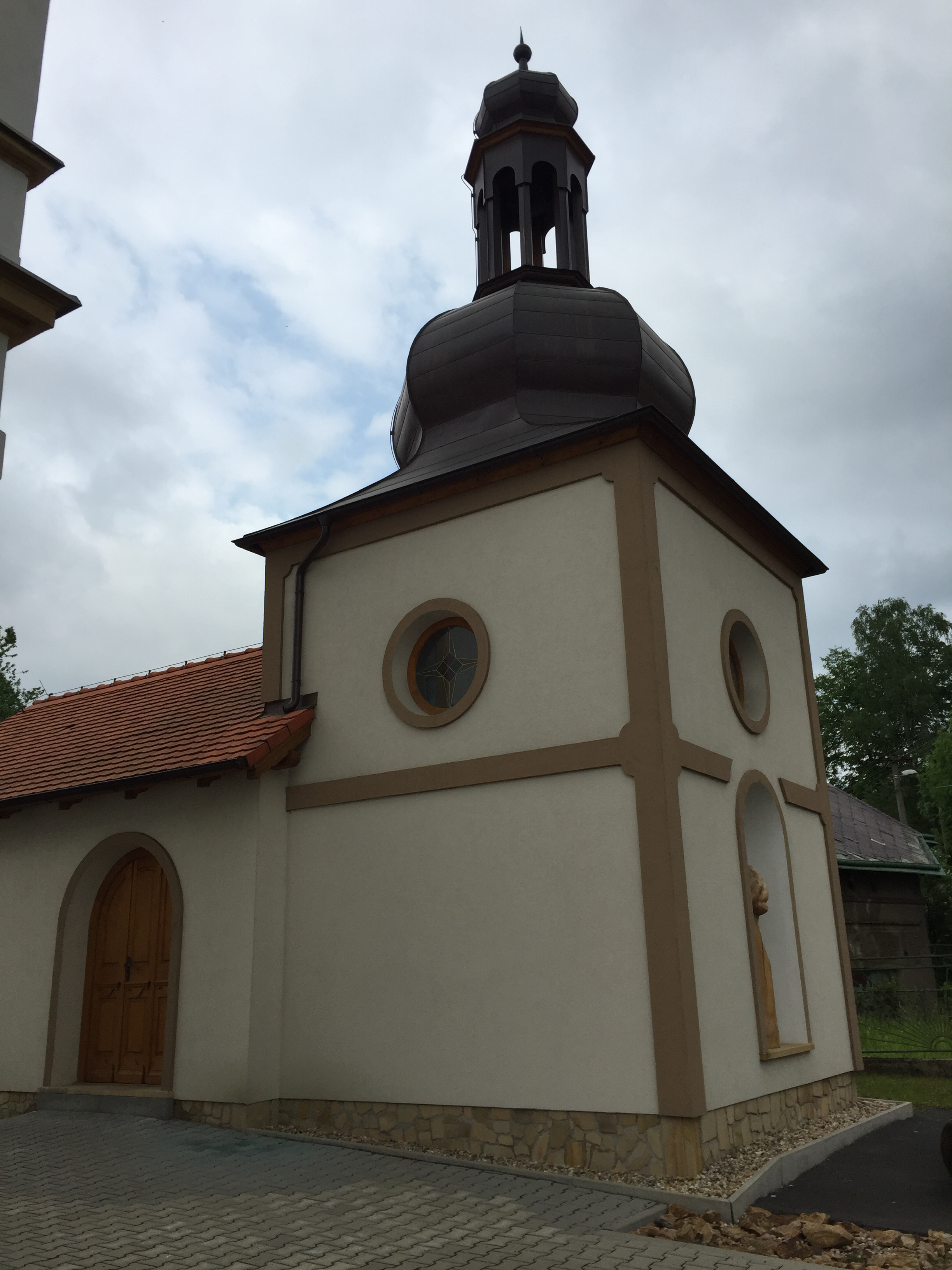
Vchod do kaple v Ludvíkovicích

Původní kaple byla postavena v roce 1770. V roce 1836 bylo obci věcným břemenem uloženo se o tuto kapli na věky starat. Obec však v období komunistické totality toto starobylé ustanovení nerespektovala a kapli zbořila. Na místo zbořené kaple pak postavila betonovou garáž. Na počátku třetího tisíciletí došlo k rozhodnutí vrátit se ke kořenům a obec kaple znovu vybudovala. Výstavba probíhala od roku 2011 a byla završena slavnostním otevřením 19. října 2013, kdy kapli benedikoval Vojtěch Suchý.